# Endropiodes snelleni
Endropiodes snelleni là một loài bướm đêm trong họ Geometridae.